# Les Luthiers Opus Pi
Les Luthiers Opus Pi fue un espectáculo del grupo humorístico musical argentino Les Luthiers, estrenado el viernes 9 de abril de 1971 en el Teatro Astengo, de la ciudad de Rosario. Posteriormente se representó varias veces en el café-concert «La Cebolla», y en el Teatro IFT, ambos en Buenos Aires.
La última función tuvo lugar el viernes 18 de febrero de 1972 en el café-concert «3 y 2», de la localidad balnearia de Villa Gesell, provincia de Buenos Aires.
Este es el espectáculo en el que debuta Ernesto Acher como lutier, siendo el encargado de leer las introducciones de las obras. Entró en el grupo para sustituir a Marcos Mundstock que se había tomado un año libre, y cuando este regresó, Ernesto continuó con ellos. Él efectuó y escribió las lecturas introductorias y presentó también una obra suya: Manuela´s blues. Todas las obras de este espectáculo, excepto Chanson de Les Luthiers y Oda a la alegría gitana tienen su versión discográfica.

## Integrantes
- Ernesto Acher
- Carlos López Puccio
- Jorge Maronna
- Gerardo Masana (inicios de 1972 solamente)
- Carlos Núñez Cortés
- Daniel Rabinovich

Marcos Mundstock estuvo de licencia durante toda la temporada.

## Instrumentos informales
En este espectáculo se estrenaron varios instrumentos informales. Estos son:
- Alt-pipe a vara, en la obra Chanson de Les Luthiers. Su intérprete era Daniel Rabinovich.
- La bocineta, en la obra Manuela's blues. Interpretado por Ernesto Acher.
- El gom horn a pistones, en la obra Manuela's blues. Interpretado por Ernesto Acher.
- La violata, en la obra Suite los noticiarios cinematográficos. Su intérprete era Jorge Maronna.

## Programa
- Chanson de Les Luthiers. (Vaudeville)
- Voglio entrare per la finestra. (Aria de ópera)
- Chacarera del ácido lisérgico. (Tradicional alucinógeno)
- Romanza escocesa sin palabras. (Romanza)
- Tristezas del Manuela o Manuela's blues. (Blues)
- Pieza en forma de tango o Miserere. (Tango op. 11).
- Quinteto de vientos. (Quinteto de vientos)
- Bolero de Mastropiero. (Boleró)
- Oda a la alegría gitana. (Scherzo para solaz y esparcimiento)
- Los noticiarios cinematográficos. (Suite - Oratorio)

### Fuera de programa
- Oi Gadóñaya. (Canción de los Barqueros del Vólgota)
- Calypso de las píldoras. (Cantata de la planificación familiar)

## Otros créditos
- Lutier de Les Luthiers: Carlos Iraldi
- Músicos invitados: Mario Neimann y Máximo Lamalfa
- Asistente en escena: José Luis Barberis
- Textos, música, arreglos y dirección: Les Luthiers